# Hippocrepis minor
Hippocrepis minor är en ärtväxtart som beskrevs av Giles Munby. Hippocrepis minor ingår i släktet hästskoklövrar, och familjen ärtväxter. Inga underarter finns listade i Catalogue of Life.